# La Cumbrecita

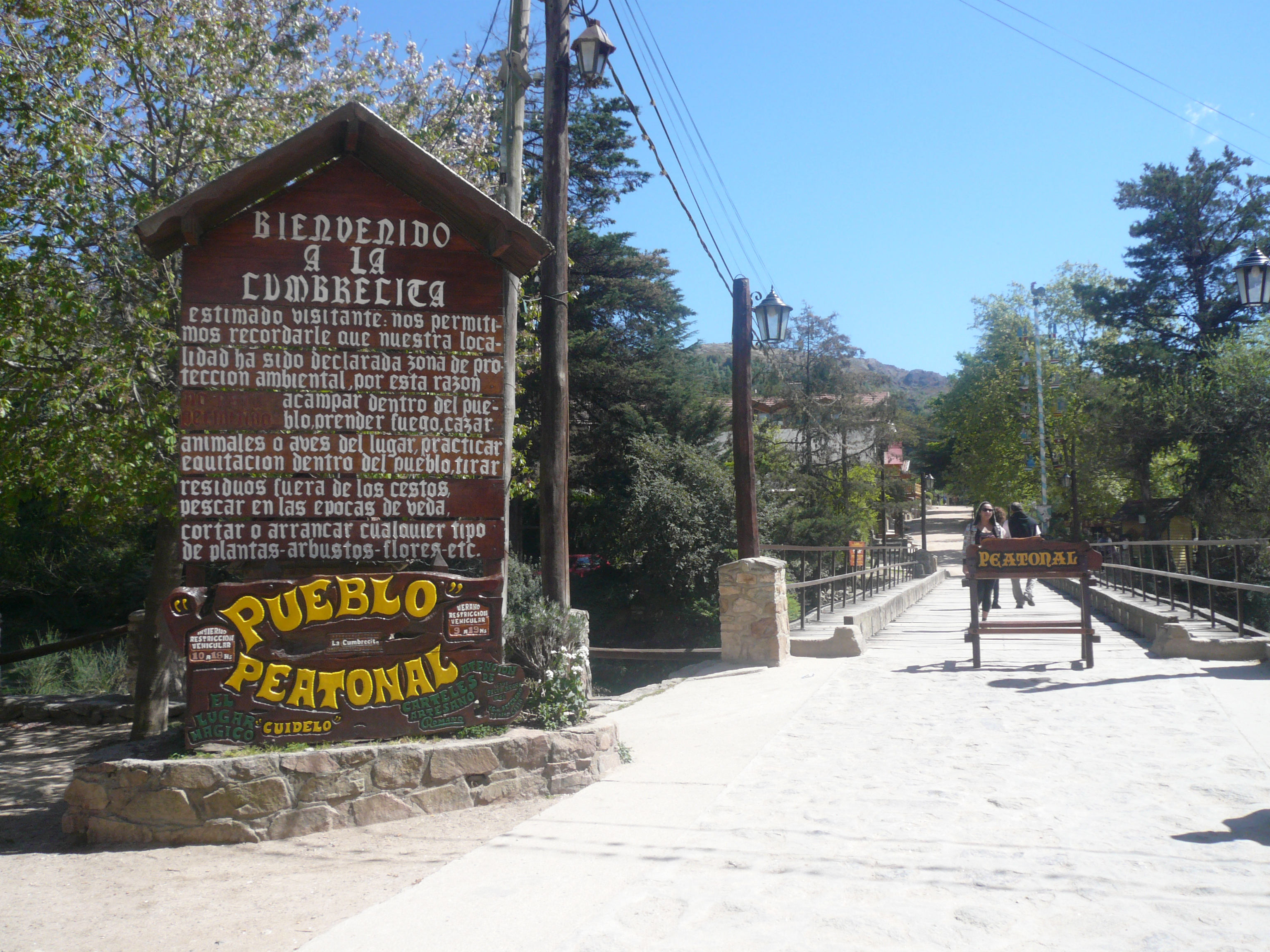
Entrada a La Cumbrecita

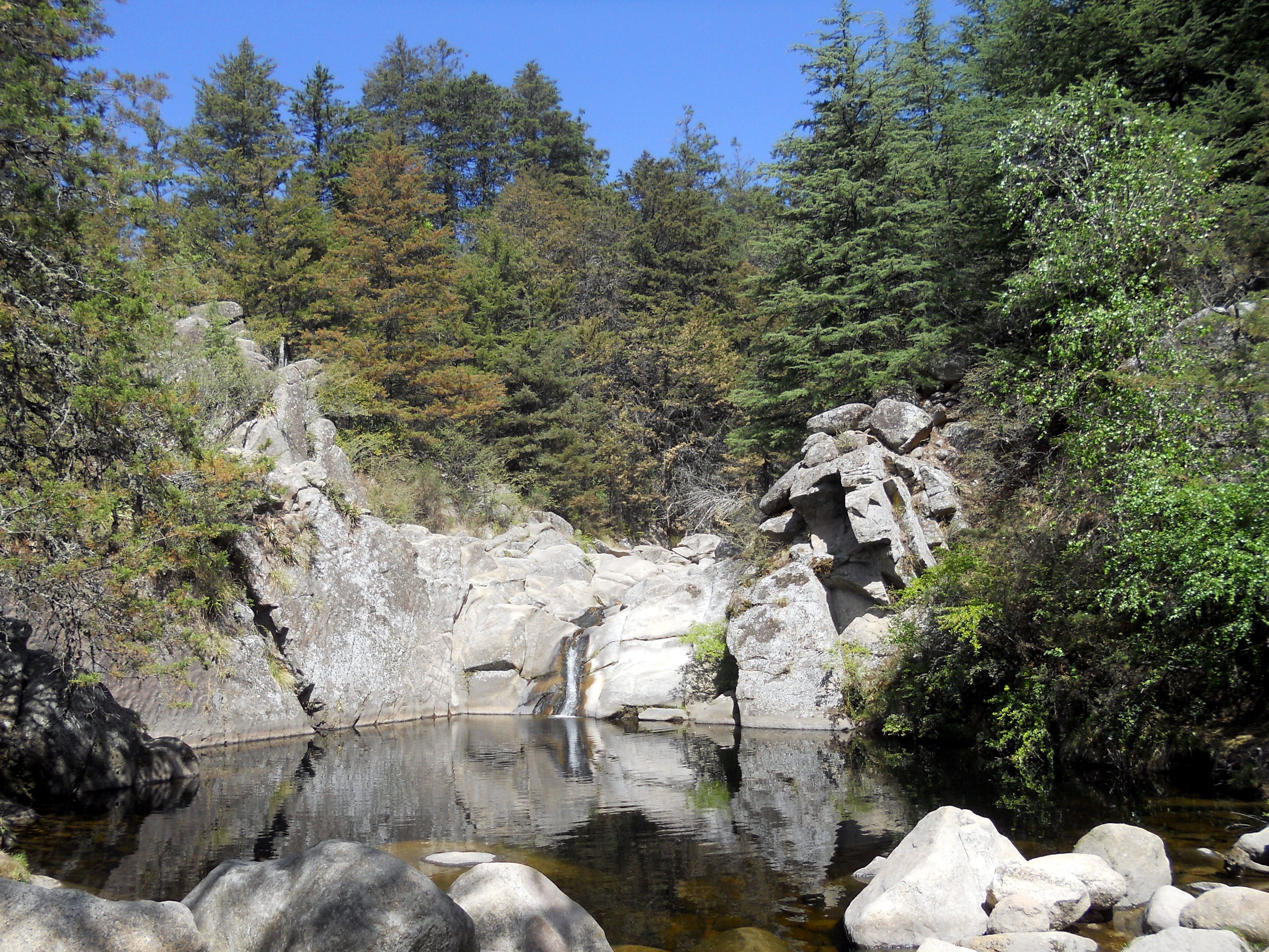
La olla

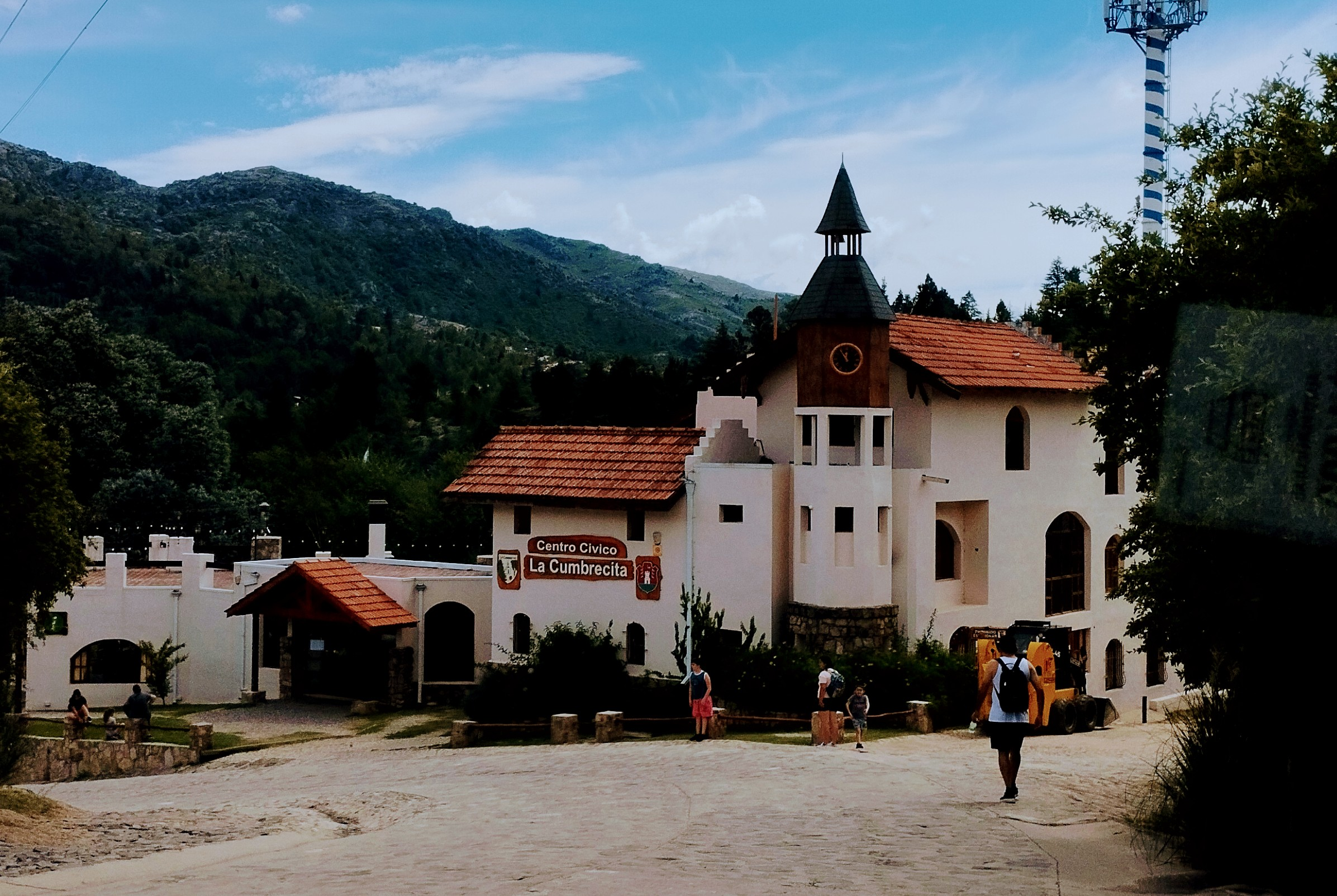
Entrada en la Cumbrecita

La Cumbrecita es un pequeño pueblo ubicado en el valle de Calamuchita en las Sierras Grandes de la provincia de Córdoba, Argentina. A una altitud de 1450 m s. n. m. Se localiza en el departamento Calamuchita.
Se ubica al pie de las Sierras Grandes, en cercanías del cerro Champaquí, el más alto de Córdoba, y está a 37 o 40 km al oeste de Villa General Belgrano -según la variante que se elija- y a 118 de la ciudad de Córdoba.
Se accede a ella por la  RP S-273 , desde la  RP S-210 , a la que se accede en el kilómetro 74 de la  RP 5 . También se puede acceder por la ruta S-374, desde el localidad de Los Reartes, pero que representan cerca de 20 km de ripio en muy variable estado de conservación.

En el paraje El Portal, en la localidad de Los Reartes, la RP S-271, cruza la RP S-210, por lo que también se puede acceder por ésta. Desde allí, el camino se eleva más de 600 m desde Villa General Belgrano, cruza el río de los Reartes y pasa por los parajes Athos Pampa, Intiyaco y Villa Berna.
Administrativamente, está organizada como comuna.

## Datos demográficos
La Cumbrecita está a orillas del río del Medio, que constituía el límite con el Departamento Santa María, por lo que las cifras del censo nacional de población, dan cuenta que tenía 189 habitantes en este último departamento y otros 156 en departamento Calamuchita, totalizando 345 habitantes (Indec, 2001). Además, en ese mismo censo contaba con 140 viviendas (97 y 43 en cada departamento).
El censo provincial de población de 2008, que incluye la población rural, registró 854 pobladores, un 102,85 % más que en el anterior censo provincial de 1996, cuando tenía 421 moradores, con lo cual constituye una de las localidades que ha crecido a un ritmo más sostenido (8,57 % anual).

## Historia
En 1932 viaja a Argentina desde su Alemania natal el Dr. Helmut Cabjolsky acompañado por su esposa Hedwig Behrend, sus hijos Helmut y Klaus de 13 y 11 años, su ama de llaves Liesbeth Mehnert y el esposo de ésta, Kurt Mehnert.
En la búsqueda de un lugar para vacacionar, compra en 1934, en las serranías de Córdoba un campo de aproximadamente 500 ha el cual contenía como punto de referencia el así denominado Cerro Cumbrecita.
En ese entonces no existían caminos y todo debía hacerse a lomo de burro. El poblado más cercano era Los Reartes, que por aquel entonces era sólo una posta para cambios de caballos del camino real. La distancia entre su campo y Los Reartes era de 27 km. El próximo asentamiento distaba a otros 11 km y era la entonces denominada estancia El Sauce, que años más tarde se transformó en la actual Villa General Belgrano. Para aprovisionarse de materiales y comestibles era necesario viajar obligadamente a la ciudad de Alta Gracia.
Los hermanos Enrique y Federico Behrend, cuñados del Dr. Cabjolsky, llegaron de Europa e iniciaron su tarea de pioneros. Viviendo en carpas, se dedicaron a desarrollar un vivero local plantando los primeros pinos, y al trazado de un camino a la zona desde Los Reartes.
La primera edificación, realizada con adobe, fue iniciada en el año 1935. La idea original era que sirviera de casa de veraneo, pero muy pronto se transformó en albergue para poder alojar a los amigos de la familia Cabjolsky. Años más tarde, dado el creciente interés turístico, la misma comenzó a funcionar como una pequeña hostería familiar.
Mientras tanto, la Sra. Mehnert y su esposo continuaron al lado de la familia Cabjolsky durante los primeros años para luego dedicarse a la confección de masas y tortas.
El loteo original, el trazado de las calles y las primeras edificaciones fueron realizadas por el Ing. Helmut Cabjolsky, hijo mayor de la familia.
Durante la década de 1940 se construyen las primeras casas particulares y el pueblo lentamente fue adquiriendo el carácter tirolés que lo destaca.
Poblada por emigrantes de Europa central, la villa es una joya ecoturística, completamente peatonal y reminiscente a los pequeños poblados germanos del siglo XV.
Las autoridades comunales la declararon zona de protección ambiental y, desde 1996, "Pueblo Peatonal", debido a que rige una restricción vehicular permanente para el acceso en automóviles, principalmente en horarios diurnos, que establece que los rodados deben permanecer en una playa de estacionamiento ubicada a la entrada de la población.
Hasta la sanción de la ley n.º 9039 el 14 de agosto de 2002 una parte de la comuna de La Cumbrecita se hallaba en el departamento Santa María, pero la ley transfirió todo el radio comunal al departamento Calamuchita.

## Atractivos turísticos
Algunos atractivos turísticos de La Cumbrecita son la cascada (los colonos alemanes la llamaron "Almbach", que se traduce como "arroyo de la colina"), los bosques de coníferas y árboles caducifolios, como los robles y encinas; el antiguo cementerio (que desde su inicio fue planteado como un bello parque con frondosa arboleda), el río subterráneo, entre otros atractivos naturales.

## Hermanamientos
La localidad de La Cumbrecita ha firmado vínculos de cooperación perdurables, en carácter de hermanamientos, con las siguientes ciudades:
- Oberreute, Baviera, Alemania (23 de marzo de 2019)[6]

## Sismicidad
La sismicidad de la región de Córdoba es frecuente y de intensidad baja, con un silencio sísmico de terremotos medios a graves cada 30 años en áreas aleatorias. Sus últimas expresiones se produjeron:
- 22 de septiembre de 1908 (116 años), a las 17.00 UTC-3, con 6,5 Richter, escala de Mercalli VII; ubicación 30°30′0″S 64°30′0″O / -30.50000, -64.50000; profundidad: 100 km; produjo daños en Deán Funes, Cruz del Eje y Soto, provincia de Córdoba, y en el sur de las provincias de Santiago del Estero, La Rioja y Catamarca[8]
- 16 de enero de 1947 (78 años), a las 2.37 UTC-3, con una magnitud aproximadamente de 5,5 en la escala de Richter (terremoto de Córdoba de 1947)[7]
- 28 de marzo de 1955 (69 años), a las 6.20 UTC-3 con 6,9 Richter: además de la gravedad física del fenómeno se unió el desconocimiento absoluto de la población a estos eventos recurrentes (terremoto de Villa Giardino de 1955)
- 7 de septiembre de 2004 (20 años), a las 8.53 UTC-3 con 4,1 Richter
- 25 de diciembre de 2009 (15 años), a las 21.42 UTC-3 con 4,0 Richter